# مدينة الحسن العلمية
تم تأسيس مدينة الحسن العلمية لتكن منبرا للعلوم والبحوث العلمية باتحاد 3 مراكز علمية في المملكة الأردنية الهاشمية.

## المراكز الرئيسية
تأسست المدينة بدمج 3 مراكز علمية مع بعضها البعض وهي:
- المجلس الأعلى للعلوم والتكنولوجيا
- الجمعية العلمية الملكية
- جامعة الأميرة سمية للتكنولوجيا

## وصلات خارجية
- الموقع الرسمي www.elhassansciencecity.com